# بال جاكوبسن
بال جاكوبسن (بالنرويجية البوكمول: Pål Jacobsen)‏ هو لاعب كرة قدم نرويجي في مركز الهجوم، ولد في 20 مايو 1956 في مولده في النرويج. شارك مع منتخب النرويج لكرة القدم. أما مع النوادي، فقد لعب مع نادي فوليرينغا.

## وصلات خارجية
- بال جاكوبسن على موقع الاتحاد الدولي (مؤرشف)  (الإنجليزية)
- بال جاكوبسن على موقع الاتحاد الأوربي (الإنجليزية)
- بال جاكوبسن على موقع اتحاد النرويج (النرويجية)
- بال جاكوبسن على موقع قاعدة بيانات كرة القدم.إي يو (الإنجليزية)
- بال جاكوبسن على موقع ناشيونال فوتبول تيمز (الإنجليزية)